# Los Cerralbos
Los Cerralbos är en ort i Spanien.   Den ligger i provinsen Toledo och regionen Kastilien-La Mancha, i den centrala delen av landet, 90 km sydväst om huvudstaden Madrid. Los Cerralbos ligger 465 meter över havet och antalet invånare är 418.
Terrängen runt Los Cerralbos är platt, och sluttar västerut. Runt Los Cerralbos är det ganska tätbefolkat, med 78 invånare per kvadratkilometer. Närmaste större samhälle är Cebolla, 4,0 km söder om Los Cerralbos. Trakten runt Los Cerralbos består till största delen av jordbruksmark.